# Roca encima de otra roca

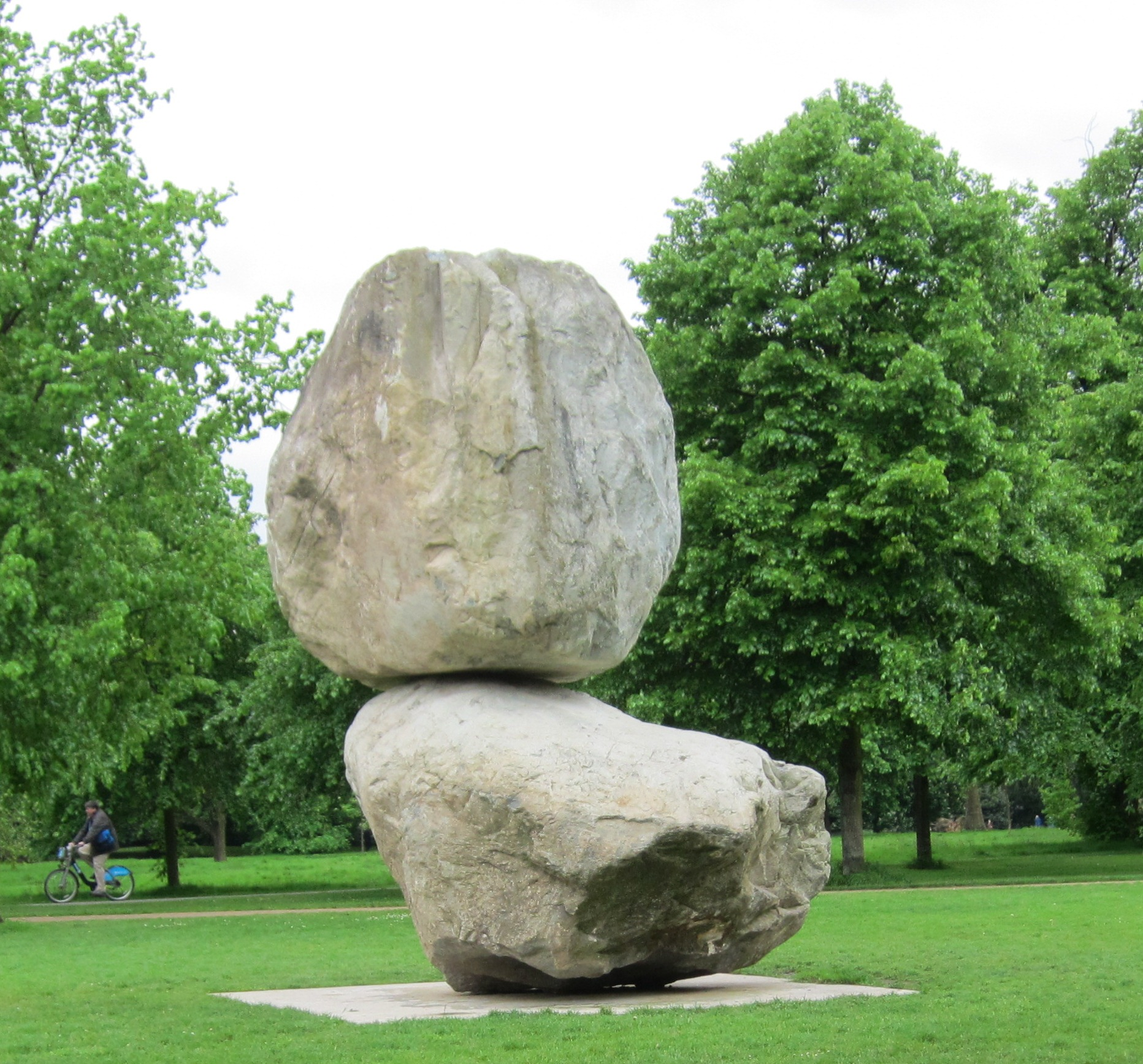
Roca Encima de Otra Roca

Roca Encima de Otra Roca es una escultura de los artistas Peter Fischli y David Weiss que se exhibió fuera del Galería Serpentine en Jardines de Kensington en 2013. Consiste en una gran roca equilibrada encima de otra gran roca. Una encarnación anterior de la obra fue una escultura similar en la meseta de Valdresflya que fue una de las obras de arte instaladas en cada una de las dieciocho carreteras escénicas de Noruega.

## Inspiración
El lema de Fischli y Weiss es "Am schönsten ist das Gleichgewicht, kurz bevor's zusammenbricht " — El equilibrio es más hermoso justo en el punto en que está a punto de colapsar. Fischli habló sobre la obra en su inauguración en marzo de 2013:

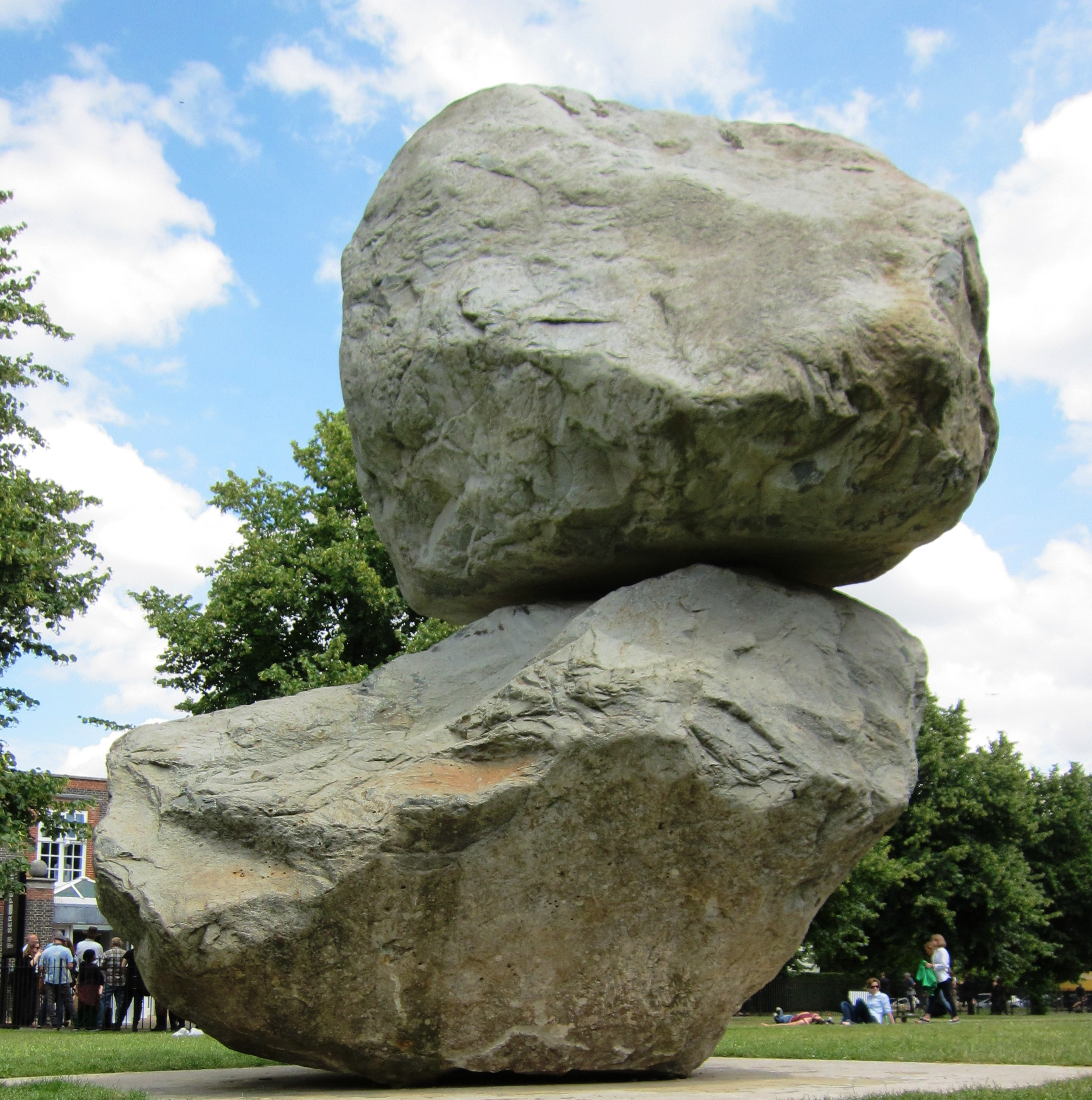
Roca Encima de Otra Roca

En Noruega y aquí, poner una roca encima de otra en el desierto es lo primero que se hace si se quiere dejar una huella. Cuando caminas y quieres encontrar el camino de regreso... Tú haces esta marca. Es algo muy arcaico, sencillo, pero hace referencia al Pato de Venturi. Queríamos hacer algo que te obligara a detener tu auto y salir para tomar una fotografía.

## Construcción
La primera encarnación de la obra fue construida para la Administración de Carreteras Públicas de Noruega, que encargó obras de arte para sus 18 rutas turísticas. Los artistas usaron una imagen de una grúa de juguete Playmobil levantando una gran roca para ilustrar su propuesta, que consistía en colocar una gran roca encima de otra. Esto sería al estilo de un monumento mojón - Un marcador para mostrar que alguien había estado por ahí - pero a una escala grandiosa y monumental. En ese caso, la roca inferior ya estaba colocada, y se usó una grúa real para colocar otra roca encima.
Los dos cantos rodados de granito utilizados para el trabajo serpenteante fueron rocas naturales depositadas por acción glacial en el norte de Gales. Pesaban casi 30 toneladas cada una, por lo que se mapeó su forma exacta usando LiDAR y luego se construyeron modelos 3D para determinar una posición en la que se equilibrarían sin ayuda. Este trabajo fue dirigido por Alice Blair de la Arup. La instalación en Londres es temporal, ya que estaba previsto trasladarla a su ubicación permanente en Doha después de un año.  La exposición en Londres se prolongó hasta septiembre de 2014 y complementó la nueva Pabellón Serpentine de Smiljan Radic, que también cuenta con grandes rocas.

## Recepción
A Radic le gustó el trabajo y comentó: "Una roca Fischli y Weiss es diferente de una roca Smiljan Radic. Estamos pensando en los mismos objetos de una manera diferente. La forma en que lo colocamos en un espacio es realmente diferente. [Aunque] al final, es una roca".
El director Hans-Ulrich Obrist se ha entusiasmado con el trabajo de Fischli y Weiss desde que vieron su exposición fotográfica, Equilibrios / Tarde Tranquila, que fue creada en 1984 y aún se exhibe en la galería. Él ve su nuevo trabajo como un punto de encuentro, "Podemos encontrarnos debajo de las rocas y hablar de una roca encima de otra roca."